# Down Under
Down Under(다운 언더)는 오스트레일리아의 그룹 멘 앳 워크(Men At Work)의 데뷔 앨범 'Business as Usual'의 수록된 곡으로, 1982년에 싱글 음반으로 재발매되었다. 미국, 영국, 오스트레일리아 차트 1위를 석권하였다.
대한민국에서는 한때 인터넷 유행이었던 '식섭송'의 원곡으로 알려져 있다.